# Circonscription de Merawi
La circonscription de Merawi est une des 135 circonscriptions législatives de l'État fédéré Amhara en Éthiopie, elle se situe dans la Zone Ouest Godjam. Son représentant actuel est Girma Alemu Yeneneh.